# Soleil grec
Pour plus de détails, voir Fiche technique et Distribution.
Soleil grec (High Season) est un film britannique réalisé par Clare Peploe, sorti en 1987.

## Fiche technique
- Titre original : High Season
- Titre français : Soleil grec
- Réalisation : Clare Peploe
- Scénario : Clare Peploe, Mark Peploe
- Direction artistique : Caroline Hanania, Petros Kapouralis
- Décors : Andrew McAlpine (de)
- Costumes : Louise Stjernsward
- Photographie : Chris Menges
- Son : Judy Freeman
- Montage : Gabriella Cristiani, Peter Dansie
- Musique : Jason Osborn
- Production : Clare Downs
- Production associée : Mary Clow
- Coproduction : Raymond Day
- Production déléguée : Michael White
- Société de production : British Screen Productions, Channel Four Films, Curzon Films
- Société de distribution : Curzon Film Distributors
- Pays d'origine :  Royaume-Uni
- Langue originale : anglais
- Format : couleur — 35 mm — 1,85:1 — son mono
- Genre : Comédie dramatique
- Durée : 90 minutes
- Dates de sortie : Espagne : septembre 1987 (Festival du film de San Sebastián)

## Distribution
- Jacqueline Bisset : Katherine
- James Fox : Patrick
- Irene Papas : Penelope
- Sebastian Shaw : Basil Sharp
- Kenneth Branagh : Rick Lamb
- Lesley Manville : Carol Lamb
- Robert Stephens : Konstantinis
- Geoffrey Rose : Thompson
- Paris Tselois : Yanni
- Ruby Baker : Chloe
- Mark Williams : Benny
- Shelly Laurenti : June
- George Diakoyorgio : le maire